# Klopboormachine

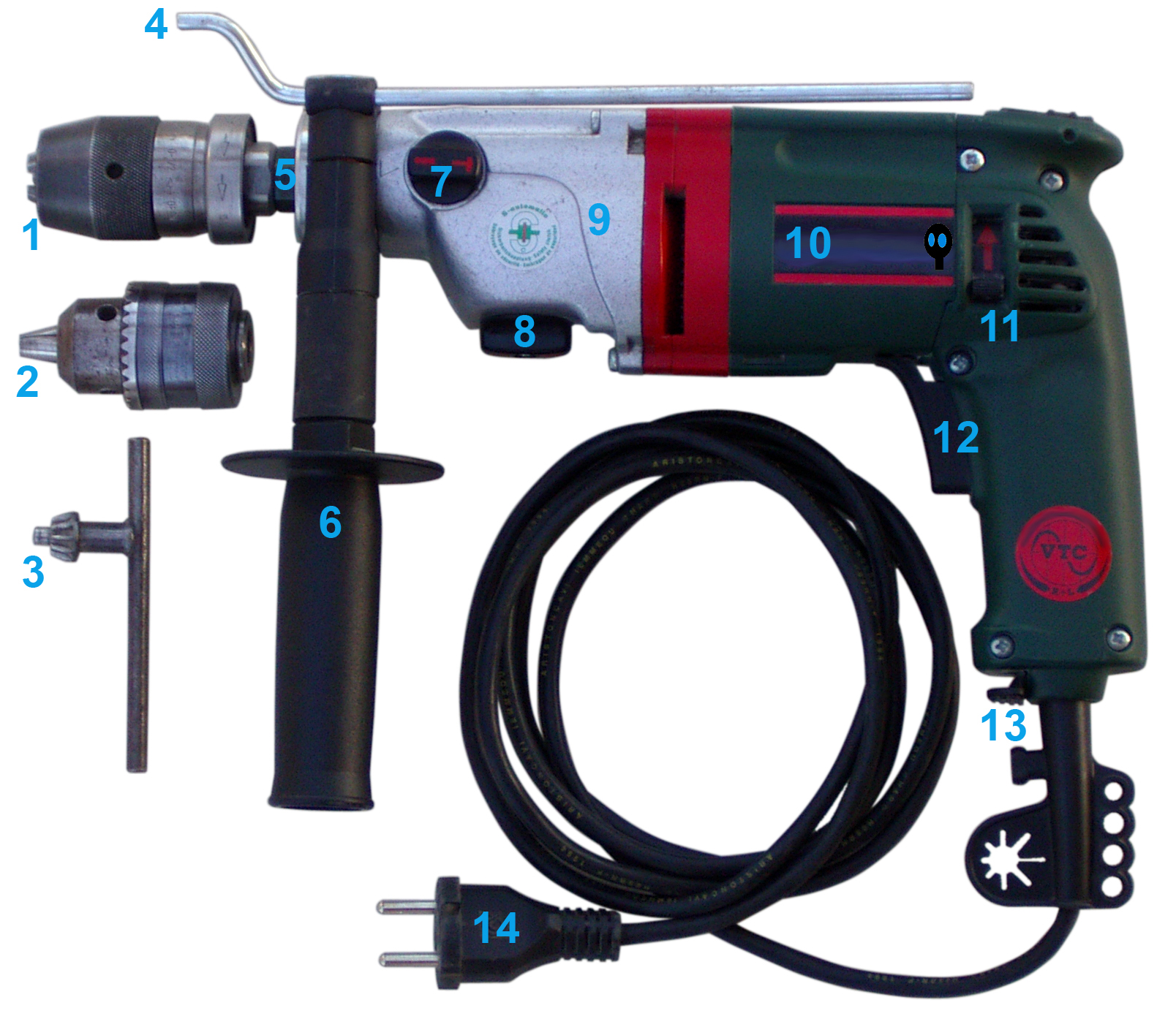
Klopboormachine

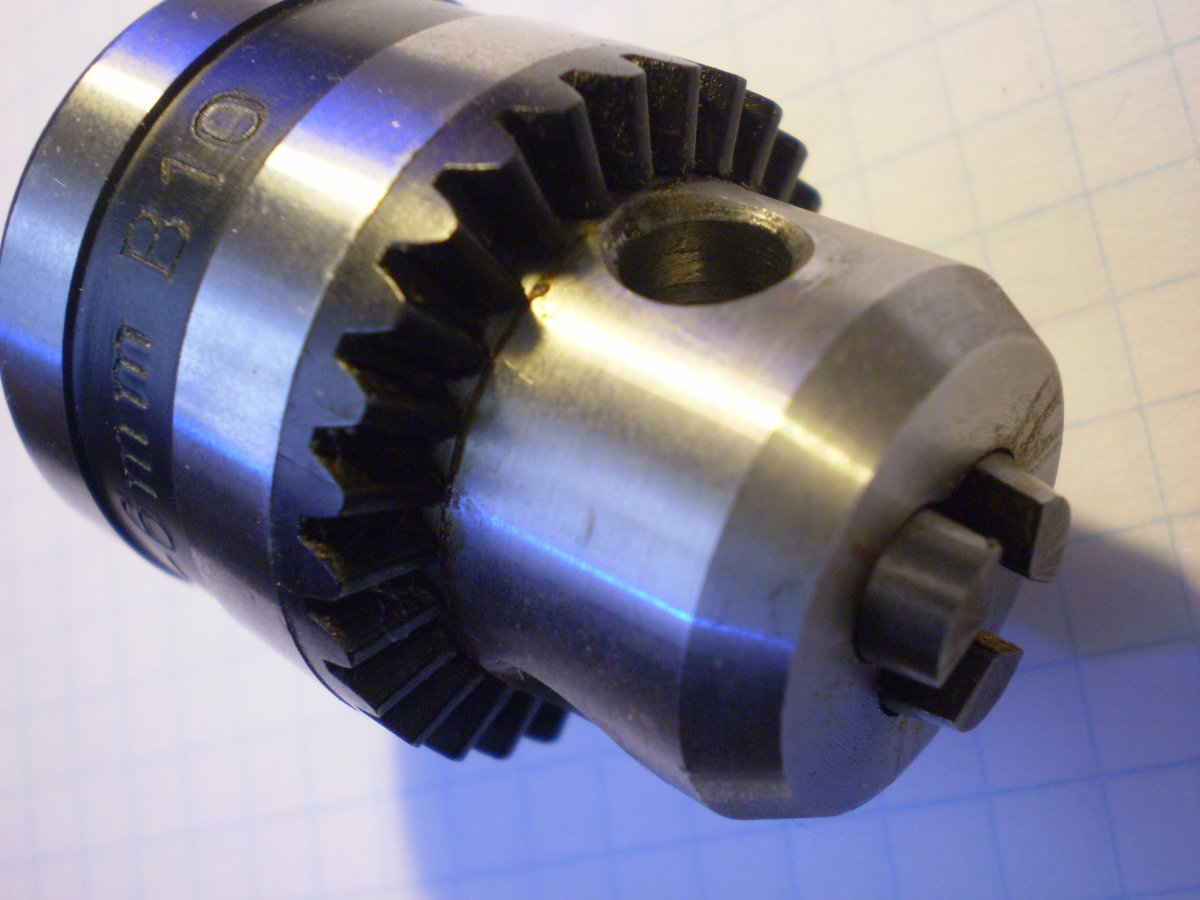
De spankop van een elektrische boormachine.

Een klopboormachine is een variant van de elektrische boormachine. Boormachines zijn vaak van een hamerfunctie voorzien om efficiënter in baksteen of beton te boren. De boor wordt dan krachtig heen-en-weer bewogen in de lengterichting van de boor. Door deze 'hamerslag' wordt het materiaal verpulverd, terwijl de roterende beweging het 'puin' afvoert.
Bij de gewone klopboormachine wordt deze kloppende beweging verkregen door een mechanische omzetting van de rotatie van de boor. De klopbeweging is normaal niet voelbaar als de boor vrij draait, en neemt toe naarmate meer druk wordt uitgeoefend op de boor. Zowel de rotatiesnelheid als de uitgeoefende druk beïnvloeden de efficiëntie.
Voor het zwaardere werk kunnen beter boorhamers worden gebruikt, waar het klopmechanisme onafhankelijk wordt aangedreven en waar niet de gehele boorkop mee klopt.
Voor het boren in steen is een speciale spiraalboor nodig: de steenboor. Deze is voorzien van twee hardmetalen vleugels in de punt, gemaakt van wolfraamcarbide (Widia). Er zijn ook boren waarvan de punt is bezet met industriediamant of korrels van wolfraamcarbide.

## Klopboormechanisme
Het mechanisme dat voor de kloppende beweging zorgt bevindt zich in de boormachine, net achter de boorkop. Op de booras is een schijf gemonteerd, die op één zijde getand is. Elke tand is driehoekig in doorsnede, met een lange opgaande zijde, en een korte, vrijwel loodrechte afgaande zijde. Een gelijkaardige schijf staat daar tegenover, vast in de machine gemonteerd, met de tanden naar elkaar.
Een veer duwt de twee schijven uit elkaar, en als het klopboormechanisme uitgeschakeld staat, wordt deze stand geblokkeerd: de schijven raken elkaar niet. Als het mechanisme ingeschakeld staat, zal het getande patroon van de twee zijden in elkaar passen zodra druk wordt uitgeoefend op de booras. De kloksgewijze rotatie van de as zal de lange tandzijden over elkaar doen glijden, en zo de twee schijven (en dus ook boor en machine) uit elkaar drijven. Aan het einde van de tand vallen deze weer in elkaar, onder de druk die op de machine wordt uitgeoefend, en zo begint het proces opnieuw. De vele tanden en snelle rotatie zorgt voor een zeer sterke vibratie, die in staat is steen te verpulveren. 
De wrijving zorgt ook voor een snelle slijtage van het mechanisme, waardoor de effectiviteit snel vermindert. Hierna is de boormachine alleen nog maar geschikt om zonder kloppen te boren, of om gereedschappen als staalborstels of mixers aan te drijven.

## Werkveiligheid en gezondheid
Doordat de gebruiker een redelijk sterke druk moet uitoefenen op de machine, levert hij een deel van de arbeid. Boren met de klopfunctie is daardoor aanzienlijk vermoeiender dan normaal boren.
De hevige trilling kan bovendien een zekere gevoelloosheid veroorzaken in hand en arm. De combinatie van deze factoren (kracht zetten, vermoeiing, gevoelloosheid) kan het risico van ongelukken aanzienlijk verhogen. Gebruik op een onstabiele ondergrond (bv. ladder) is ten zeerste af te raden.
Het volume van het geluid van een kloppende boormachine kan ruim boven de toegestane geluidsnorm komen en het is sterk aan te raden om gehoorbescherming te gebruiken. 
De sterke vibratie terwijl kracht wordt uitgeoefend vormt een aanzienlijke belasting op de gewrichten: pols, elleboog en schouder, en kan bij overmaat tot spierpijn en zelfs gewrichtspijn leiden.
Bij veelvuldig of langdurig gebruik is het daarom beter om een boorhamer te gebruiken; deze kan gehanteerd worden zonder veel druk uit te oefenen.